# كلية ويندهوك للتعليم
كلية ويندهوك للتعليم (التي تعرف الآن بفرع خوماسدال لجامعة ناميبيا) هي جامعة عامة في ضاحية خومسدال في عاصمة نامبيبا ويندهوك، افتتحت أبوابها سنة 1978، وهي إحدى الكليات الأربعة للتعليم في البلد.

## الخريجون
كريستين هوبز وزيرة شئون الرئاسة في ناميبيا.